# Dźwierzuty
Dźwierzuty (dawniej Swersutten, niem. Mensguth) – wieś w Polsce położona w województwie warmińsko-mazurskim, w powiecie szczycieńskim, w gminie Dźwierzuty.
W latach 1954–1972 wieś należała i była siedzibą władz gromady Dźwierzuty. W latach 1975–1998 miejscowość administracyjnie należała do województwa olsztyńskiego.
Miejscowość jest siedzibą gminy Dźwierzuty. Znajduje się tu przystanek PKS, urząd gminy, ośrodek zdrowia, poczta, bank spółdzielczy z ogólnodostępnym bankomatem, gminny ośrodek kultury, sklepy. Założona na planie owalnicy ze stawem pośrodku. Na wysokiej skarpie znajduje się późnogotycki kościół (później ewangelicki) otoczony drzewami oraz cmentarzem. Z drugiej strony wsi znajduje się murowany kościół katolicki z XIX w.

## Historia
Około 1374 r. wielki mistrz krzyżacki Winrich von Kniprode nadał 250 włók ziemi wokół Dźwierzut rycerzowi Mentzlowi von Wildenau (Mieczysław Wildenaw – od jego nazwiska dobra ziemskie później nazywane były wildenowskimi), który około 1383 roku zbudował obronny zamek (chroniący przed najazdami Litwinów). Jego syn Filip uważał się za niezależnego władcę na obszarze ok. 600 włók ziemi. W 1399 we wsi był kościół, a w 1483 wybudowano młyn. W 1438 właściciele ziemscy Mikołaj Targowski, Konez Zybułtowski i Jan Pilawski nadali „wiernemu słudze” Gedowtowi karczmę we wsi. W wieku XVII miejscowość miała prawo organizowania jarmarków, a w latach 1770–1818 była siedzibą urzędu skarbowego. Gotycki kościół po pożarze z 1691 r., został odbudowany, z zachowaniem części murów.
W latach 1763–1776 proboszczem Dźwierzutach był Jan Samuel Gregorovius, autor kazań opublikowanych w Postylii polskiej Od 1735 r. studiował teologię na uniwersytecie w Królewcu, później był pastorem i rektorem szkoły ewangelickiej w Dzierzgoniu (od 1753), następnie adiunktem (1762-63) i proboszczem w Dźwierzutach. Urodził się w 1717 r. jako syn długoletniego pastora Jana (zm. 1763). Jan Samuel Gregorovius zmarł w Dźwierzutach w 1778 r.
Na początku XX w. Orłowicz określił Dźwierzuty jako miasteczko mazurskie z ludnością na pół niemiecką, o 1250 mieszkańcach. W tym czasie w kościele znajdowała się Biblia z 1708 r. z licznymi sztychami Sandrarta, w oprawie z rzeźbami z mosiądzu. W miejscowości, oprócz dwóch kościołów (ewangelicki i katolicki) znajdowały się dwa młyny wodne i gorzelnia. W latach 1927–1928 wybudowano we wsi nowoczesny (jak na tamten okres) kompleks budynków szkolnych z domem dla nauczycieli.

## Zabytki
- Gotycki kościół ewangelicko-augsburski z XIV w., przebudowany pod koniec XVII lub na początku w XVIII w. (po pożarze z 1691) z wykorzystaniem murów wcześniejszej wieży. Wybudowany na planie prostokąta w stylu późnogotyckim z późniejszymi elementami barokowymi. W szczycie prezbiterium znajduje się chorągiewka metalowa z data 1695 r. Masywna, czworoboczna wieża posiada trzy kondygnacje, wzmocniona skarpami w narożnikach. Wnętrze kościoła salowe, z oryginalnym ewangelickim wyposażeniem, ołtarz z końca XVI w. z rzeźbiona grupą „Ukrzyżowania” w kwaterze środkowej ołtarza. W skrzydłach bocznych na awersach znajdują się portrety Lutra i Melanchtona. Na ambonie znajdują się wymalowane postacie czterech ewangelistów. Prospekt organowy z połowy XVIII w. W oknach znajdują się witraże, ufundowane przez parafian w 1936 r. Na ścianie prezbiterium znajduje się tablica pamiątkowa Juliusa von Quiesa (dawny właściciel Małszewka), który zginął w Kamerunie. W zakrystii znajduje się skrzynia i tablica z nazwiskami żołnierzy poległych kampanii napoleońskiej.
- Stary cmentarz przy kościele ewangelickim, położony z północnej strony kościoła, z grobem pastora J. E. Kiehla, pastora Gustawa Henke, superprezbitera Friedricha Brachogela. Według opinii konserwatorów jest to jeden z najlepiej zachowanych cmentarzy ewangelickich na terenie Mazur. Zobaczyć tu można żeliwne i kute stalowe krzyże nagrobne, żeliwne ogrodzenia kwater, unikatowe obecnie tablice z czarnej masy szklanej z interesującym zdobnictwem[6]
- Neogotycki kościół katolicki pw. Przenajświętszej Trójcy, wybudowany w latach 1880–1884. Jest to budowla murowana z czerwonej cegły, z wieżą zwieńczoną spiczastym hełmem. Prezbiterium zwieńczone jest schodkowym szczytem. Przy wieży znajduje pół cylindryczna klatka schodowa z wejściem na chór. Ostrołukowe okna świątyni wypełnione są maswerkiem. W prezbiterium znajduje się gwiaździste sklepienie. Kropielnica pochodzi z 1874 r. Neogotyckie wyposażenie kościoła, z ołtarzem głównym z figurami aniołów, dwoma ołtarzami bocznymi, amboną, konfesjonałami i ławkami. Również witraże są neogotyckie. Witraż znajdujący się w oknie prezbiterium przedstawia Tron Łaski, Archanioła Gabriela i Archanioła Michała. Witraże w nawie bocznej ozdobione są motywami kwiatów. Jedynie krzyż jest barokowy.
- Cmentarz katolicki, położony koło kościoła.
- Dom pastora z XVIII w.
- Kamienica z XIX w.
- Szkoła (ul. Pasymska), w pobliżu kościoła ewangelickiego, wzniesiona jako jednoklasowa w drugiej połowie XIX w. Obecnie mieści się tu przedszkole[7].
- Zespół budynków szkolnych przy ul. Sienkiewicza (szkoła i budynek dla nauczycieli), wzniesiony w latach 1927–1928. W tamtych czasach był to bardzo nowoczesny budynek szkolny, wyposażony w toalety, natryski i kanalizację.

## Religia
Na terenie wsi działalność duszpasterską prowadzą następujące kościoły lub inne związki wyznaniowe:

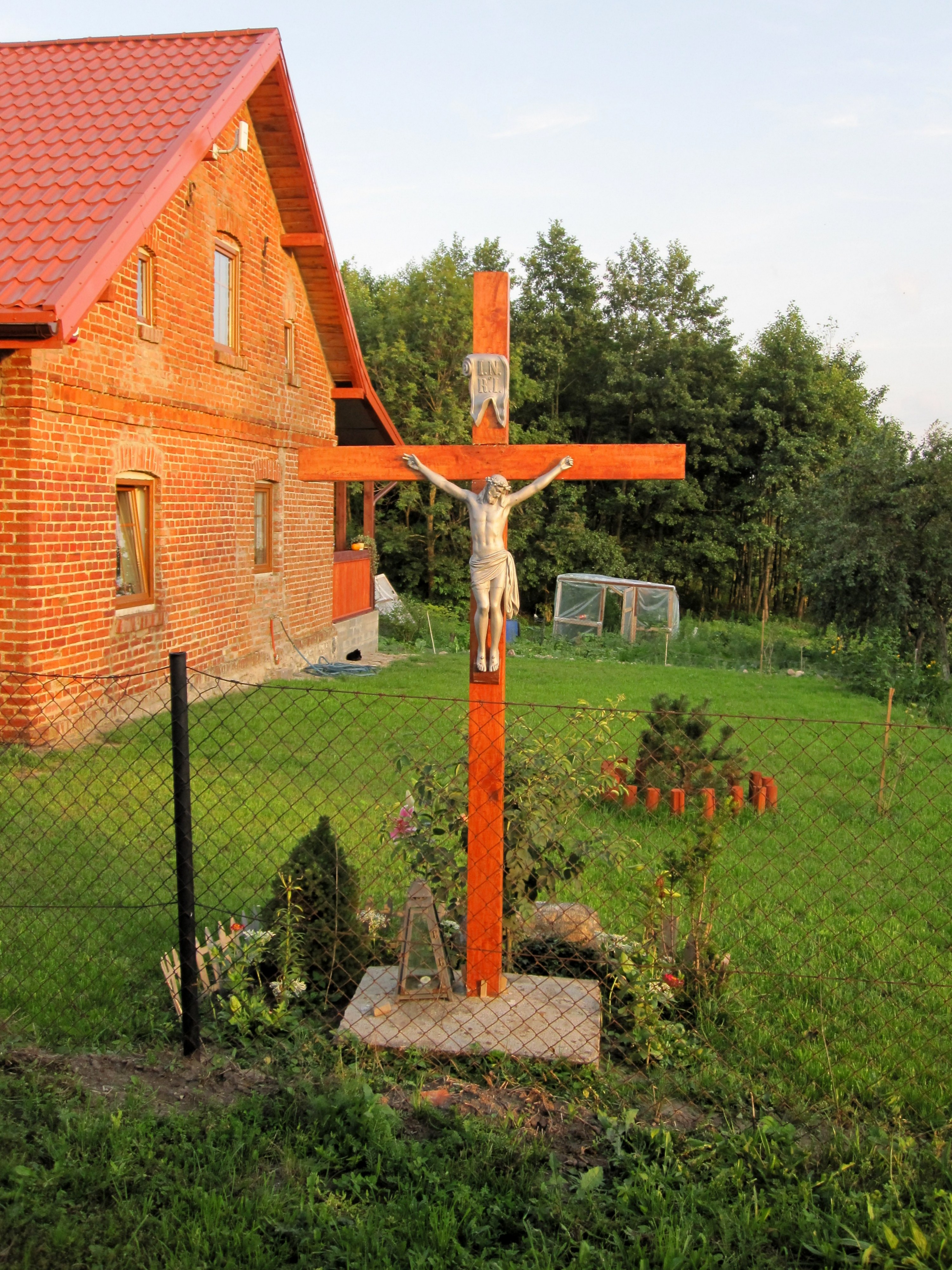
Dźwierzuty – krzyż przydrożny

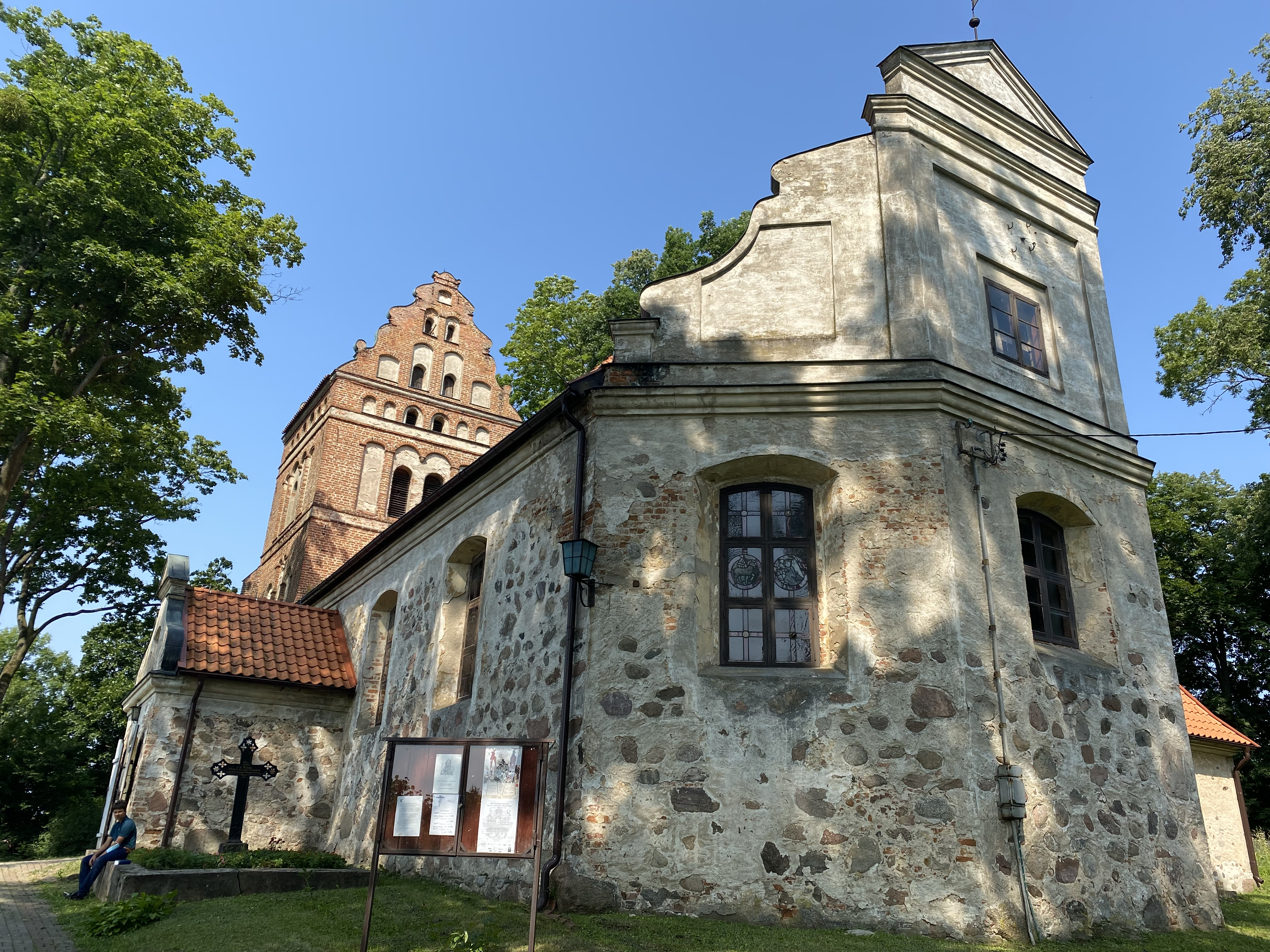
Kościół ewangelicki

- Kościół Rzymskokatolicki
- Kościół Ewangelicko-Augsburski
- Świadkowie Jehowy